# TM-XML
TM-XML (Trade Mark Extensible Markup Language) est un standard XML ouvert pour le domaine des Marques et pour l'échange des données associées entre les Offices de Propriétés Industrielles ou Intellectuelles ainsi qu'avec les partenaires ou les usagers.

## Objectifs
L’objectif initial a consisté à définir le standard XML pour l’échange des données associées aux marques. Les autres objectifs suivants ont été ajoutés pendant et après la définition de la norme ST.66 de l’Organisation mondiale de la propriété intellectuelle (OMPI):
- définir des normes XML pour les services de propriété intellectuelle et les activités afférentes aux marques,
- proposer des résultats utiles susceptibles de servir de socle pour la création de normes de l’OMPI,
- définir des normes en matière de services web pour les marques,
- fournir des exemples de mise en œuvre et d’outils,
- partager l’expérience, les pratiques et les connaissances,
- promouvoir la collaboration et l’harmonisation des données des marques et des représentations de connaissance,
- (Nouveau) préparer le web sémantique en émergence pour le domaine des marques dans le contexte de la propriété intellectuelle.

## Historique
TM-XML a été défini par un groupe de travail créé par l’Office de l’harmonisation dans le marché intérieur (marques, dessins et modèles) (OHMI) en juin 2003.
Huit versions successives du projet ont été publiées sous forme d’invitations à observations (versions 0.1 à 0.7 et 1.0 du projet) avant la version 1.0 Final publiée le 26 mai 2006 sur son site web TM-XML.org TM-XML.org.
Le document TM-XML version 1.0 Final a été proposé comme base de création de la norme ST.66 de l’OMPI qui a été adopté par le groupe de travail sur les normes et la documentation (Standing Committee on Information Technologies/Standards and Documentations Working Group – SCIT/SDWG) à sa huitième session les 19-22 mars 2007 à Genève.

### Feuille de Route 2008-2010
| Version            | Date Planifiée | Domain d'Extension et Contenu |
| ------------------ | -------------- | --- |
| TM-XML Version 2.0 | 2008           | Ajout des informations sur les Oppositions, les Recours et les Renouvellements. Premiers Services Web et Règles définies en RDF (Resource Description Framework) \| et en OWL (Web Ontology Language). |
| TM-XML Version 3.0 | 2010           | Services Web supplémentaires et de Règles sémantiques (Le Web sémantique) - Représentation des Connaissances et les Services Web correspondants.                                                       |